# Ascensor de Katarina

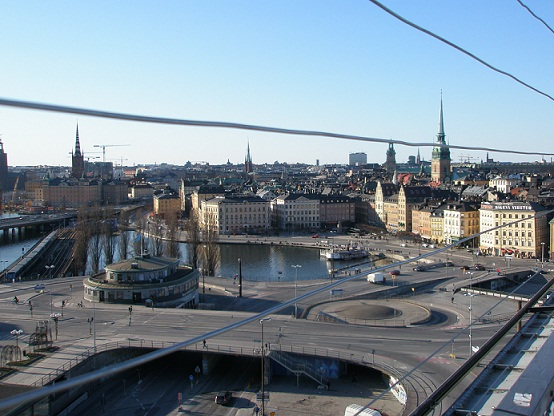
Vista panorámica de Estocolmo.

El Ascensor de Katarina (en sueco: Katarinahissen) es una estructura metálica de hierro construida en 1883, demolida en 1933 y reconstruida dos años después. Se accede a él desde la plaza de Slussen, en el barrio de Södermalm de Estocolmo, y eleva 38 metros por encima del puerto para ofrecer una espectacular vista del Barrio Antiguo (Gamla Stan) y la bahía de la ciudad. El precio del trayecto se abona al ascensorista que se encuentra dentro del cubículo.
Como nota curiosa cabe destacar que sale en una escena de la película de Paul Newman "El premio".

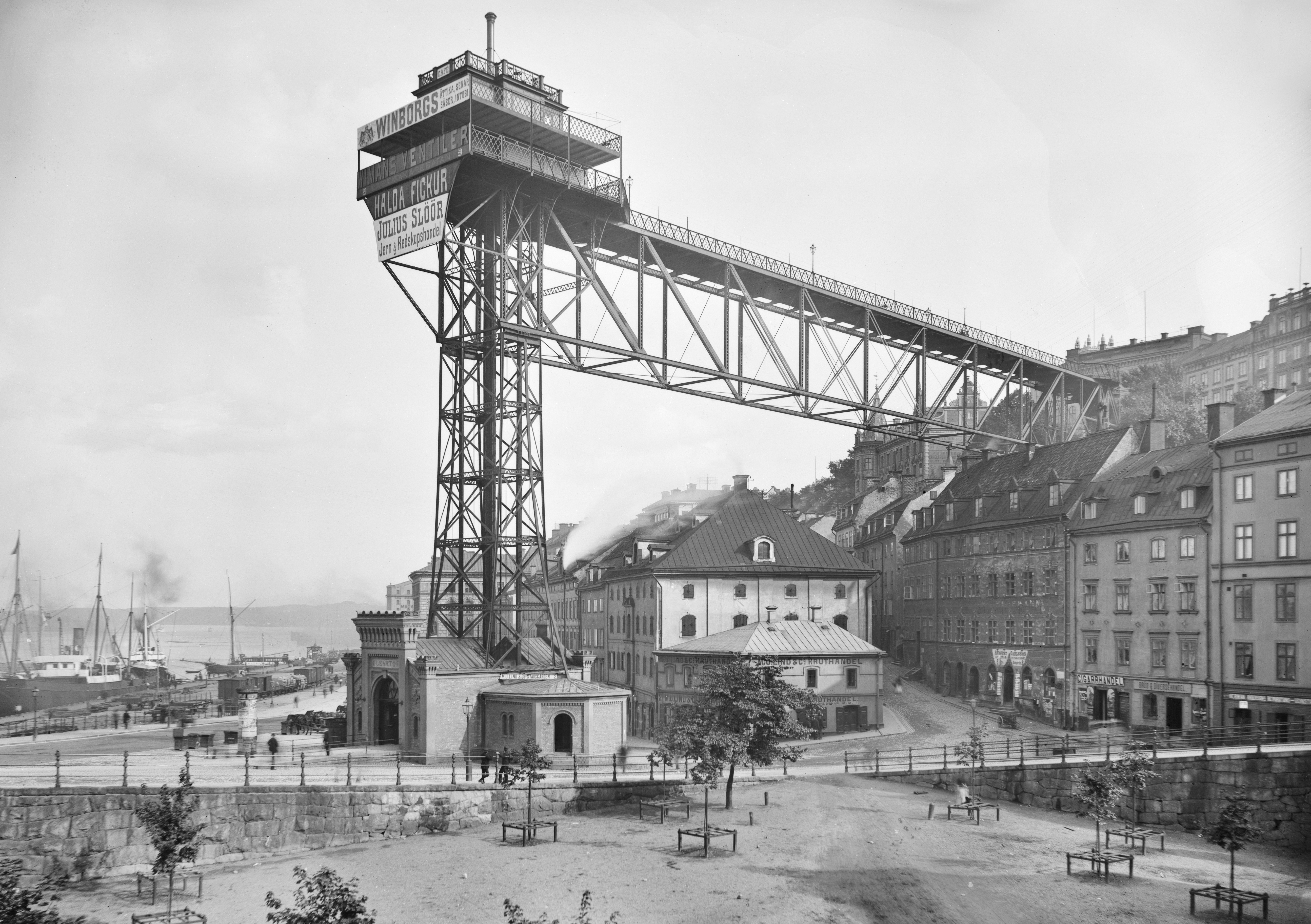
1896
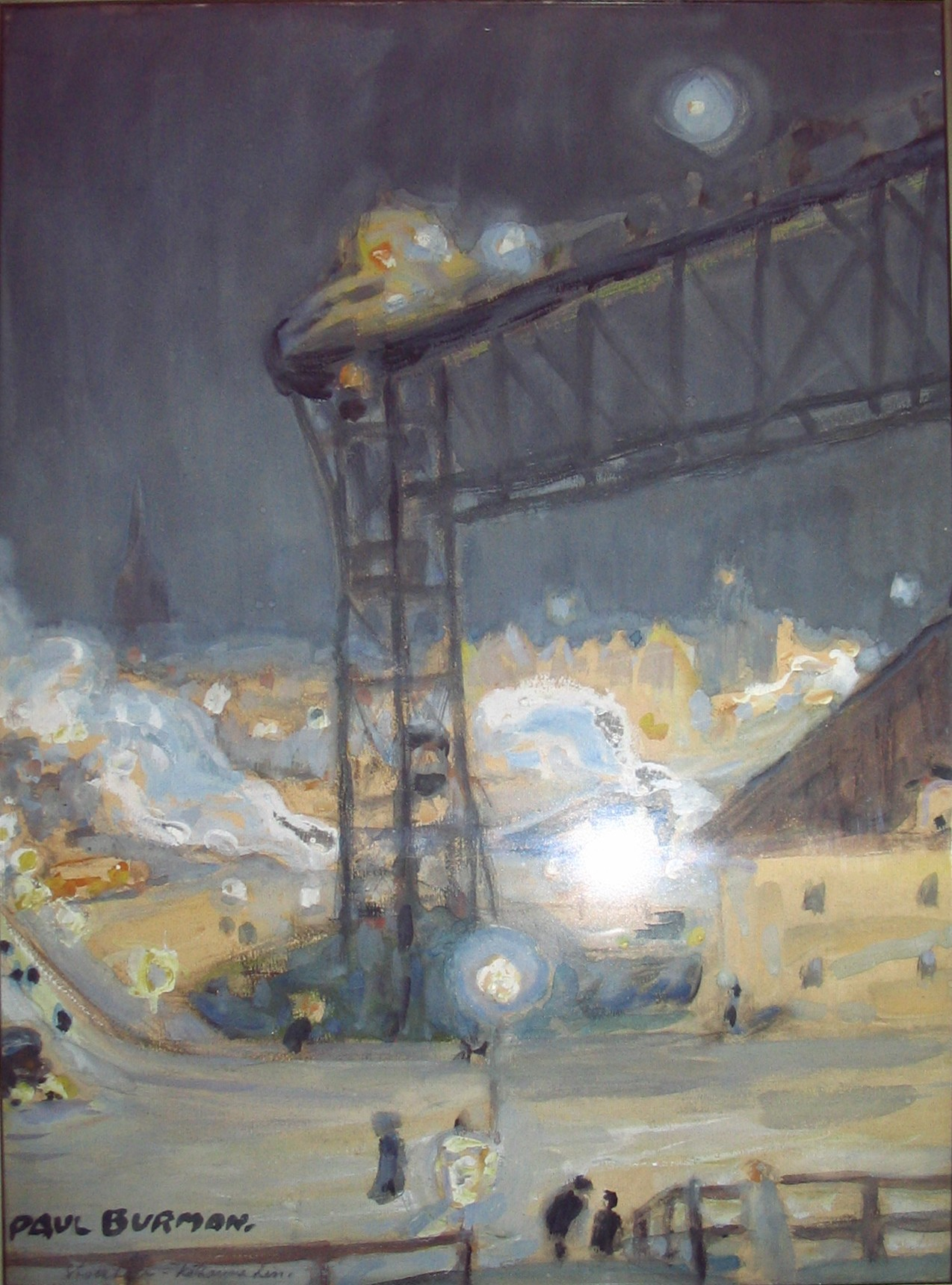
Paul Burman, 1919.
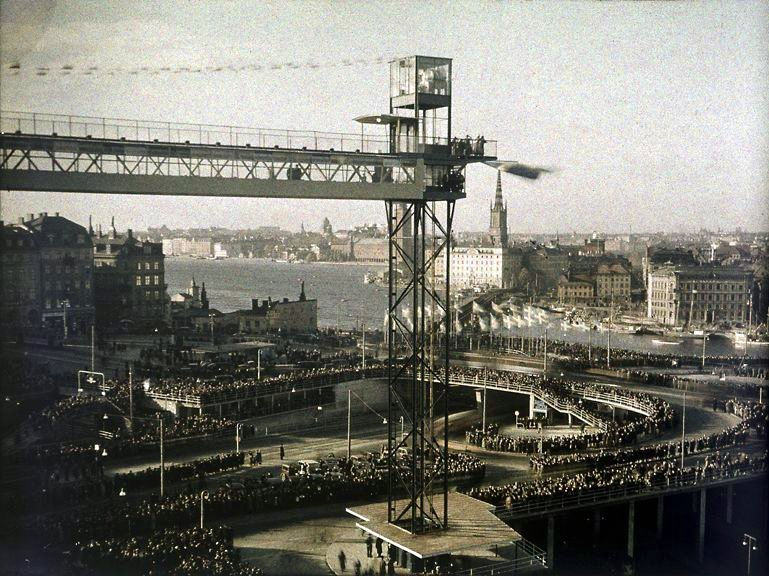
1935
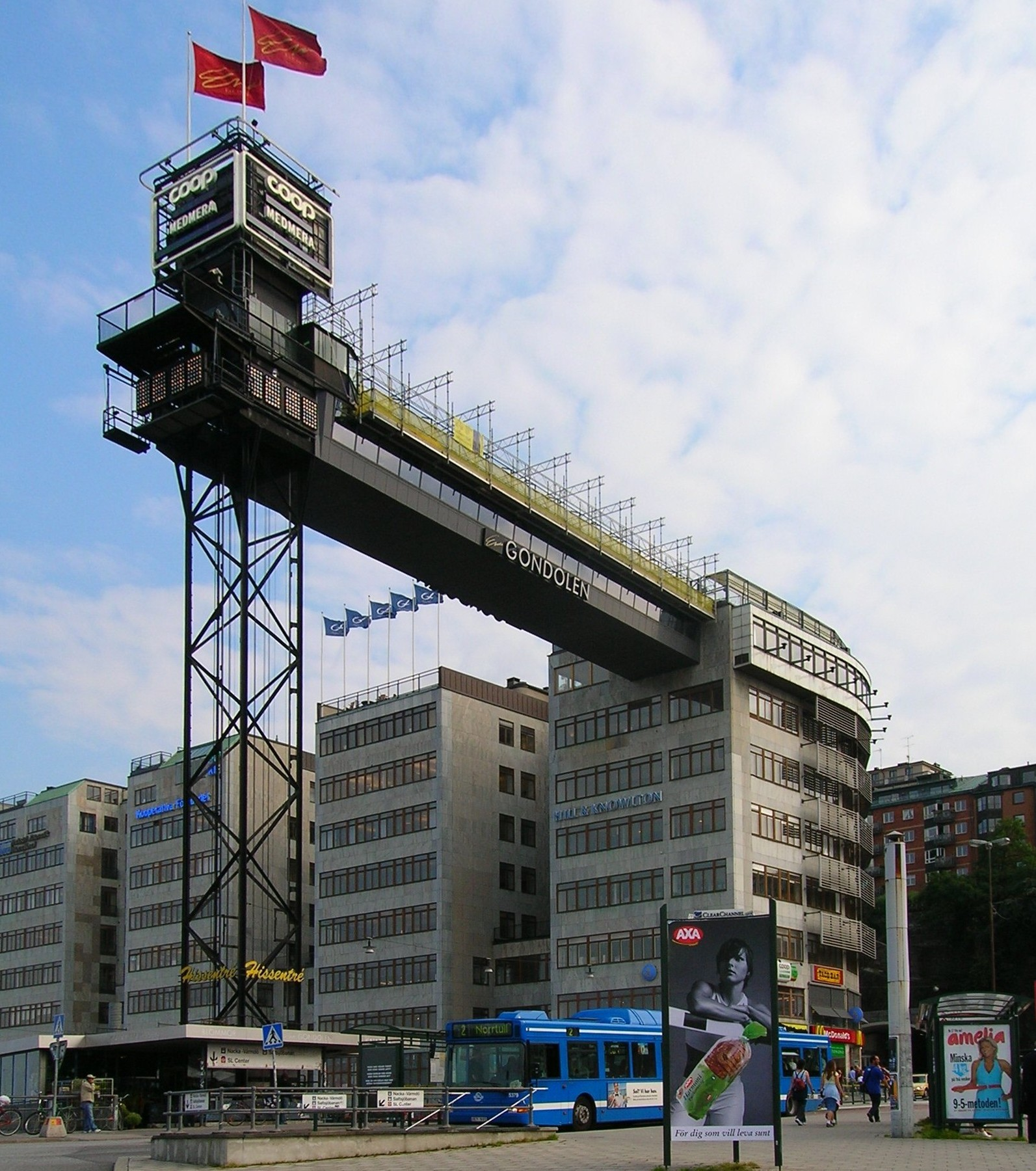
2005